# باراه اردشير الجديد (بهمئي غرمسيري الشمالي)
باراه اردشیر الجدید (بالفارسية: پاراه اردشیرجدید) هي قرية تقع في إيران في قسم بهمئي غرمسیري الشمالي الريفي. يقدر عدد سكانها بـ 201 نسمة بحسب إحصاء 2016.